# الإسلام في ليبيا
معظم الليبيين يتبعون المذهب السني الذي يشكل حجر الزاوية لسياسة الحكومة. عقائده التأكيد على وحدة الدين والدولة بدلا من الفصل أو التمييز بين الاثنين. منذ انقلاب 1969 سعى صراحة نظام العقيد معمر القذافي لتأكيد القيم الإسلامية، تعزيز التقدير للثقافة الإسلامية، رفع مركز القانون القرآني إلى درجة كبيرة والتأكيد على ممارسة تعاليم الشريعة الإسلامية في الحياة اليومية الليبية.

## تاريخ الإسلام في ليبيا
خلال القرن السابع الميلادي وصل الفاتحين المسلمين ليبيا وبحلول القرن الثامن انتهت معظم مقاومة السكان الأصليين البربر. وسرعان ما أصبح سكان المراكز الحضرية مسلمين إلى حد كبير ولكن لم يأت التحويل على نطاق واسع للبدو الرحل في الصحراء حتى بعد غزو على نطاق واسع في القرن الحادي عشر من قبل القبائل البدوية من السعودية ومصر.
هناك بقايا من معتقدات ما قبل الإسلام مزجه مع الإسلام بعض العرب. وبالتالي أصبح الإسلام هو الدين السائد على حساب بقايا المعتقدات السائدة في وقت سابق في جميع أنحاء شمال أفريقيا. صار المتعلمين من المدن والبلدات بمثابة المعلمين لبقية السكان.

## القديسون والجماعات

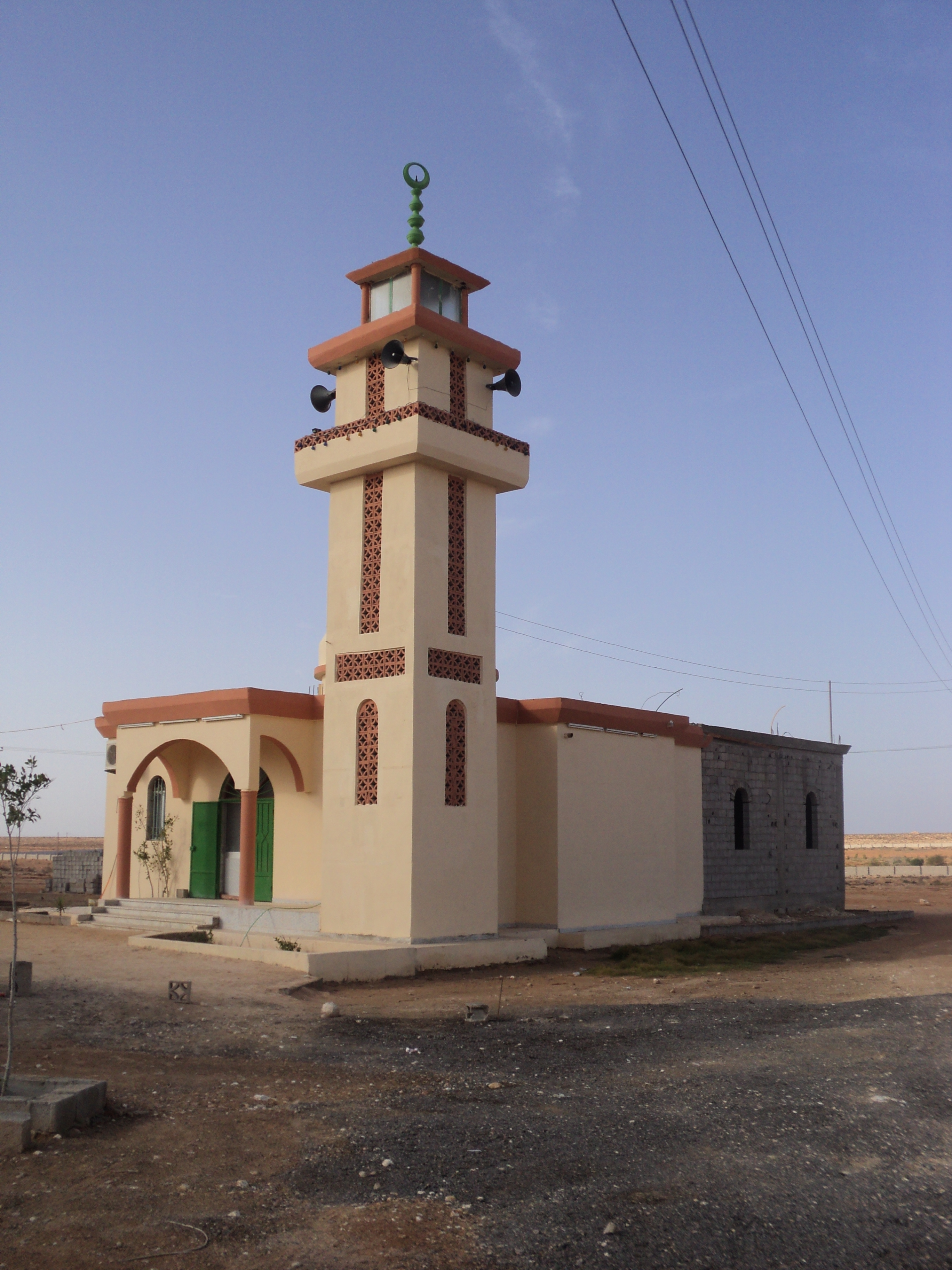
مسجد قبل المدخل الغربي لمدينة طبرق

الإسلام كما يمارس في شمال أفريقيا متداخليا مع معتقدات البربر السكان الأصليين. وعلى الرغم من الايمان المتزمت بجلالة وقدسية الله والمساواة بين المؤمنين بالله عنصرا هاما في شمال أفريقيا فإن الإسلام على مدى قرون كان يسود الاعتقاد في اندماج بين السلطة الروحية الخاصة في الكائنات الحية ولا سيما الإنسان. وقال ادعى البعض امتلاك البركة التي يثبتها من خلال أداء واضح من المعجزات. هؤلاء الأشخاص معروفين في الغرب باسم المرابطين.
أصبحت عبادة القديسين على نطاق واسع في المناطق الريفية وفي التجمعات الحضرية والإسلام في شكله المتزمت ظل سائدا. تواجد القديسين في طرابلس لكنهم كانوا يتمركزون أكثر في برقة. التابعون يقيمون بالقرب من قبورهم بعد موتهم. عدد المقابر المبجلة تختلف من قبيلة إلى أخرى على الرغم من أنه يميل إلى أن يكون أقل بين رعاة الماشية والإبل في الصحراء من قبائل البدو الرحل والمستقرين في منطقة الهضبة. في نهاية الستينات تحت الكشف عن وجود 16 قبر مبجل في قرية واحدة.
بدا الإخوان من أتباع الصوفية مثل المعلمين في شمال أفريقيا على الأقل في وقت مبكر من القرن الحادي عشر وفي بعض الحالات أصبحت الحركات جماهيرية. مركز الإخوان يكون عادة على زاوية.
أتباع الصوفية صارت لهم شعبية كبيرة للغاية لاسيما في المناطق الريفية. الطرق الصوفية تمارس نفوذا كبيرا في نهاية المطاف ولعبوا دورا مهما في إحياء الحياة الدينية التي اجتاحت شمال أفريقيا خلال القرنين الثامن عشر والتاسع عشر. عندما فشلت الدولة العثمانية في مقاومة زحف المبشرين المسيحيين قاد الصوفيين حركات الصحوة. من بين هؤلاء كان أتباع السنوسية الأكثر قوة وفعالية حيث امتدت حركته على أجزاء عديدة من شمال أفريقيا.

## السنوسية

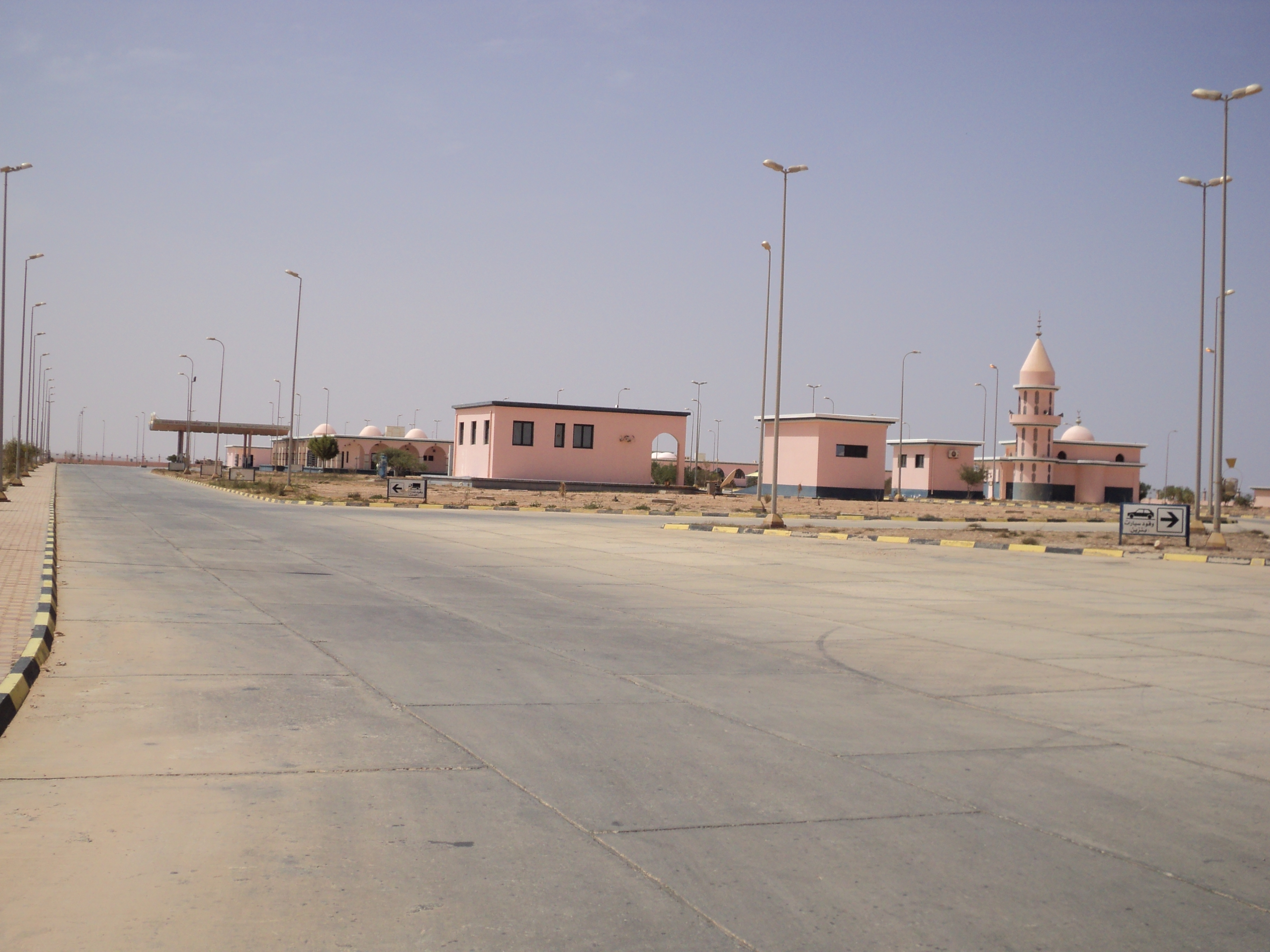
محطة وقود، ومسجد بالقرب من البردية (البردي) في ليبيا

كانت حركة السنوسية عبارة عن إحياء ديني متكيفة مع حياة الصحراء. يمكن العثور على زوايا لها في طرابلس وفزان ولكن التأثير كان أقوى في برقة. بدأت السلطة الدينية للسنوسية من مدينة البيضاء التي تقع في برقة وكانت تعتبر مركز لهم في 1841 ثم تحولت الزاوية إلى مدرسة ثم إلى جامعة إسلامية تحت اسم جامعة محمد بن علي السنوسي ولكن وصول معمر القذافي للحكم جعله يغير من نهج الجامعة ورجعت فتحت ابوبها بعد ثورة 17 فبراير. جاءت الحركة السنوسية حركة إنقاذ للمنطقة من الاضطراب والفوضى ومنح الشعب مشاعر الوحدة.
وشكلت السنوسية نواة لمقاومة النظام الاستعماري الإيطالي. على الرغم من الانتصارات التي حققتها في البداية فإن الإيطاليين استطاعوا تدمير المراكز الدينية والتعليمية في الثلاثينات مما أدى إلى فتور الحماس الديني. ومع ذلك فقد أعطي محمد إدريس السنوسي عاهل ليبيا المستقلة حفيد مؤسس الحركة السنوسية القدرة على احترام الأوامر في أجزاء متفرقة من مملكته.
لم تستطع الحركة السنوسية أن تستعيد قوتها السابقة بسبب تدمير الإيطاليين للزوايا الدينية. استغل الملك إدريس الحركة السنوسية لبسط نفوذه السياسي على البلاد لإضفاء الشرعية على حكمه بدلا من توفير القيادة الدينية.
بعد خلع إدريس في عام 1969 وضعت الحكومة الثورية قيود على عمل الزوايا المتبقية وعين مراقبا لخصائص السنوسي ودمج السنوسي الذي ترعاه الجامعة الإسلامية بالتعاون مع جامعة ليبيا. على الرغم من حظر الحركة تماما لكن ظهر نشاط لهم في الثمانينات.

## الإسلام في ليبيا الثورية

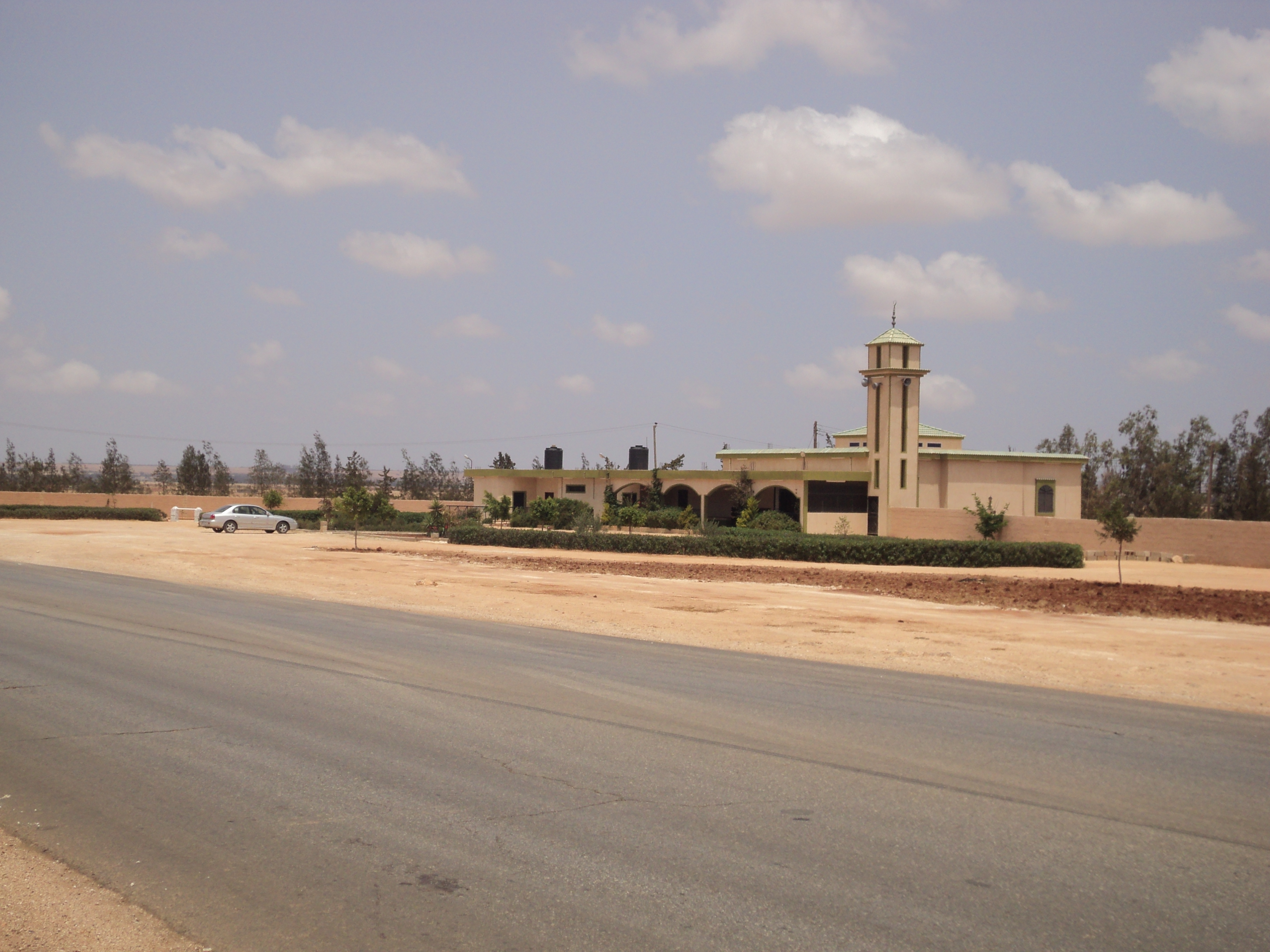
مسجد بالقرب من مدينة المرج

في ظل الحكومة الثورية أصبح دور الإسلام في الحياة اليومية أكثر أهمية تدريجيا. معمر القذافي مسلم متدين للغاية وقد أعرب مرارا عن رغبته في تمجيد الإسلام وإعادته إلى ما كان عليه في وسط حياة الناس. إنه يعتقد أن نقاء الإسلام تعكر عبر الزمن ولا سيما مع تأثير الأوروبيين أثناء وبعد الفترة الاستعمارية وأنه يجب استعادة نقاوته من خلال اتخاذ إجراءات مثل استعادة الشرعية إلى مكانها الصحيح كأساس للنظام القانوني الليبي وحظر الممارسات غير محتشمة، واللباس، وتنقية رمزية المساجد في المدن الكبرى التي وقعت في عام 1978.
القذافي يعتقد أيضا في قيمة القرآن كدليل معنوي وسياسي للعالم المعاصر كما هو واضح من تأليفه للكتاب الأخضر الذي نشر في منتصف السبعينات. القذافي يعتبر الجزء الأول من الكتاب الأخضر ليكون حول كيفية إدارة شؤون الإنسان عن طريق التشاور. بالنسبة له هذا يعني الديمقراطية المباشرة والتي تعطى معنى عملي من خلال إنشاء اللجان الشعبية والمؤتمرات الشعبية. القذافي يشعر أنه بقدر ما يستند الكتاب الأخضر على القرآن فإن أحكامه قابلة للتطبيق عالميا على الأقل بين المسلمين.
بعد وقت قصير من توليه منصبه أظهرت حكومة القذافي نفسها بأنها محافظة بالإيمان من خلال اغلاق النوادي الليلية وحظر الترفيه المستفز أو غير المحتشم والاستفادة من التقويم الهجري. جاء الإعلان عن نية إعادة الشريعة وتولى القذافي شخصيا رئاسة لجنة لدراسة المشاكل المعنية. في نوفمبر 1973 صدر قانون جديد أنه سيحدث تنقيح كامل للنظام القضائي الليبي ليتفق مع الشريعة الإسلامية وفي عام 1977 أصدر مؤتمر الشعب العام بيانا على أن يقوم كل القوانين مستقبلا على القرآن.
من بين القوانين التي سنتها حكومة القذافي سلسلة من العقوبات القانونية المنصوص عليها خلال عام 1973 شملت معاقبة السطو المسلح من قبل بتر اليد والقدم. قانون آخر للأفراد منصوص عليه بالجلد للمفطر في شهر رمضان وجلد الرجال والنساء ثمانين جلدة بتهم الزنا.

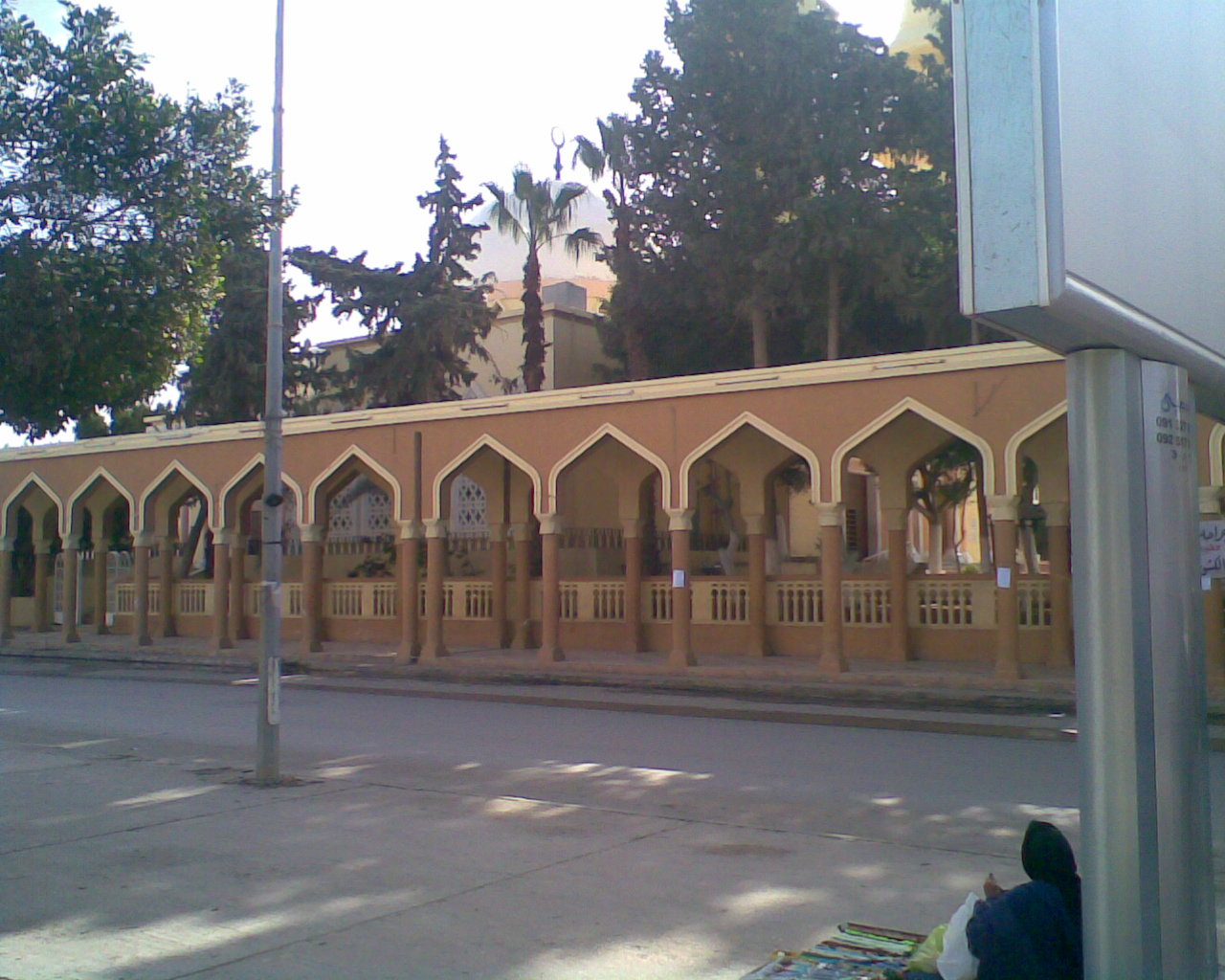
مسجد الصحابة في مدينة درنا

في أوائل السبعينات لعب الإسلام دورا رئيسيا في إضفاء الشرعية على إصلاحات القذافي السياسية والاجتماعية. بحلول نهاية هذا العقد بدأ الهجوم على المؤسسة الدينية والعديد من الجوانب الأساسية للإسلام السني. أكد القذافي على تجاوز القرآن كدليل وحيد للحكم الإسلامي وقدرة المعاق قرائته وتفسيره. أساء إلى أدوار العلماء والأئمة والفقهاء وشكك في صحة الأحاديث النبوية والسنة النبوية كأساس للشريعة الإسلامية. بين القذافي أن تعاليم الشريعة الإسلامية نفسها تخضع فقط للمسائل الدينية وجميع المسائل الأخرى تقع خارج نطاق القانون الديني. وأخيرا دعا إلى إعادة النظر في التقويم الهجري قائلا أنه ينبغي حسابه من تاريخ وفاة محمد عام 632 وهو حدث كان يشعر أنه أكثر أهمية من عشر سنوات هجرية في وقت سابق.
أثارت هذه الآراء غير التقليدية على الشريعة والحديث قدرا كبيرا من عدم الارتياح. يبدو أنها نابعة عن قناعة القذافي أن لديه القدرة العالية على تفسير القرآن والتكيف مع رسالتها في الحياة الحديثة. وبالمثل فهو يعتقد بأنه كان مصلحا ولكن ليس حرفيا في مسائل القرآن والتقاليد الإسلامية. على المستوى العملي وافق عدد من المراقبين أن القذافي كان أقل حماسا من المعتقدات الدينية من الحسابات السياسية. قال أنه استخدام الدين لتقويض جزء من الطبقة الوسطى التي كانت تثير الصخب ولاسيما في معارضة سياساته الاقتصادية في أواخر السبعينات. لكن القذافي يعتبر نفسه بوضوح سلطة على القرآن والإسلام وكان لا يخاف على تحدي السلطة الدينية التقليدية. كما أنه لم يكن مستعدا للتسامح مع المعارضة.
أعطت الحكومة الثورية الأدلة المتكررة على رغبتها في وضع ليبيا باعتبارها زعيمة العالم الإسلامي. وعلاوة على ذلك فإن جهود القذافي لإنشاء أمة عربية قوية من خلال اتحاد سياسي يدل على رغبته في خلق أمة إسلامية عظيمة. في الواقع القذافي لم يستطع التميز إلا قليلا بين الاتجاهين.

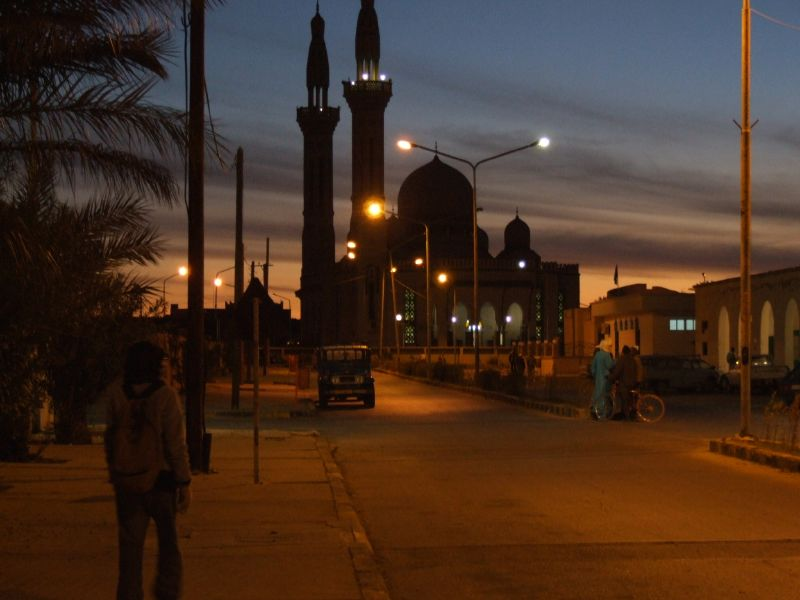
مسجد غاداميس

اتخذت الحكومة دورا رائدا في دعم المؤسسات الإسلامية والدعوة في العالم باسم الإسلام. تم إنشاء صندوق الجهاد بدعم من ضريبة على الرواتب في عام 1970 لمساعدة الفلسطينيين في صراعهم مع إسرائيل. اتهم أعضاء كلية الدراسات الإسلامية والعربية في جامعة بنغازي بتدريب قادة إسلاميين من مختلف أنحاء العالم الإسلامي وبعثة الجمعية الإسلامية استخدمت الأموال العامة لبناء وإصلاح المساجد والمراكز التعليمية الإسلامية في المدن على على نطاق واسع كفيينا وبانكوك. تقوم جمعية الدعوة الإسلامية مع دعم من الحكومة على نشر الإسلام في الخارج لاسيما في جميع أنحاء أفريقيا وإلى توفير الأموال اللازمة للمسلمين في كل مكان.
قال القذافي صراحة في اعتقاده بكمال الإسلام ورغبته في نشر ذلك. التزام أكثر بنشر الإسلام مما سبب له معارضة جماعة الإخوان المسلمين الحركة الأصولية المصرية على أساس أنه يستخدم وسائل سرية وتخريبية في بعض الأحيان من أجل نشر الإسلام والقضاء على التأثيرات الغربية. وعلى الرغم من حظر نشاط جماعة الإخوان المسلمين في ليبيا في منتصف الثمانينات إلا أن نشاطها كان موجودا في البلد. في عام 1983 أعدم عضوا في جماعة الاخوان المسلمين في طرابلس وفي 1986 تم القبض على مجموعة من أتباع جماعة الاخوان المسلمين بعد مقتل مسؤول سياسي رفيع المستوى في جماعة الإخوان المسلمين المتمركز في بنغازي والذي ساهم في نشر الإسلام في مدن البيضاء، درنة، وإجدابيا. تحدى القذافي الإخوان المسلمين لتأسيس جماعة لهم في البلدان غير المسلمة ولقد وعد زعمائهم إن هم فعلوا ذلك فإنه سوف يدعم أنشطتهم.
شدد القذافي على التطبيق الشامل للإسلام لكنه أكد أيضا على الوضع الخاص المعين من قبل النبي محمد للمسيحيين. ينتقد القذافي المسيحيين الذي أضلوا المسلمين عن الطريق الصحيح. علاوة على ذلك تولى قيادة حملة لأفريقيا خالية من المسيحية فضلا عن الاستعمار الذي ارتبط به.